# Wohnhaus Uferstraße 6 (Radebeul)

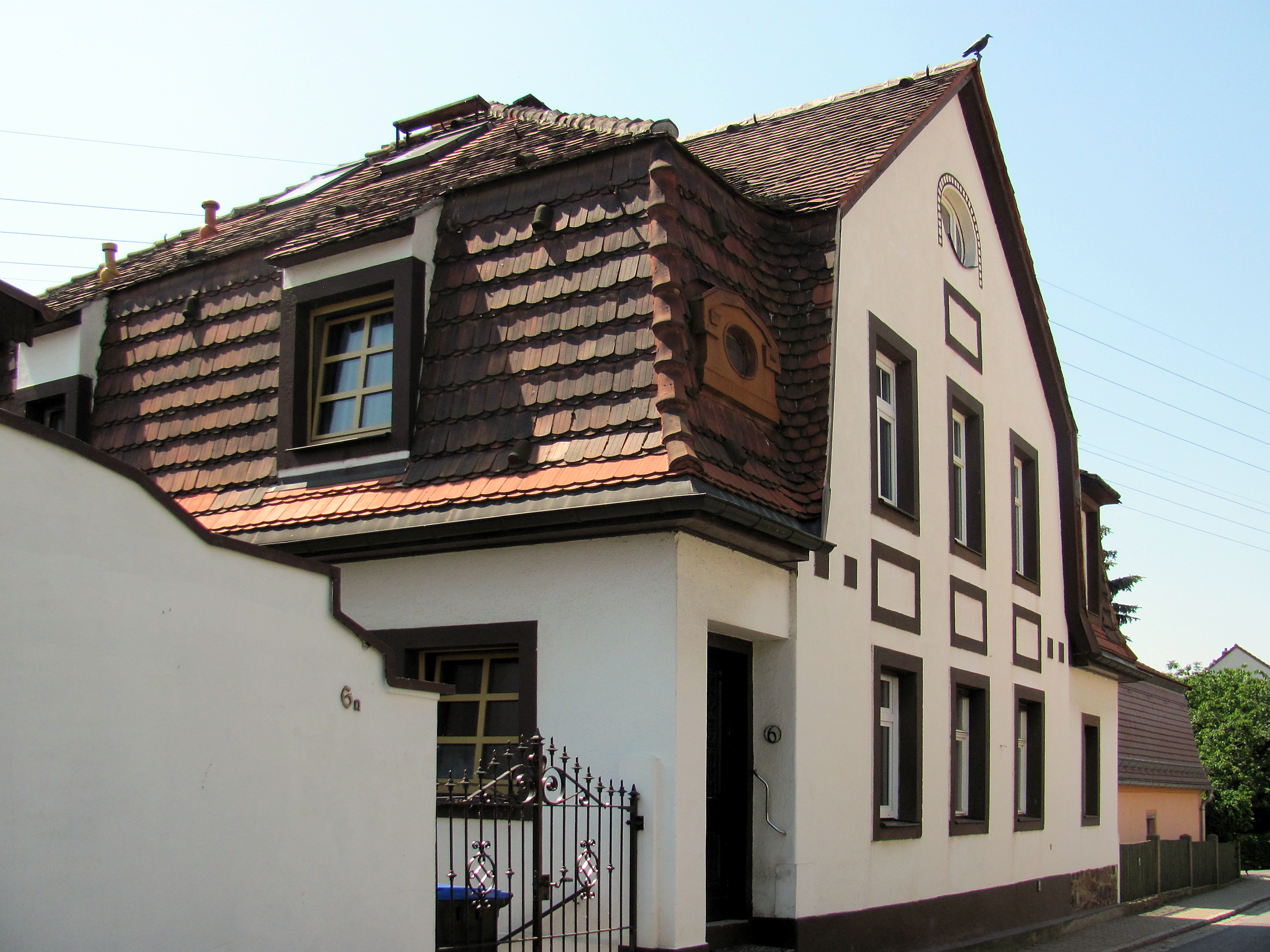
Wohnhaus Uferstraße 6

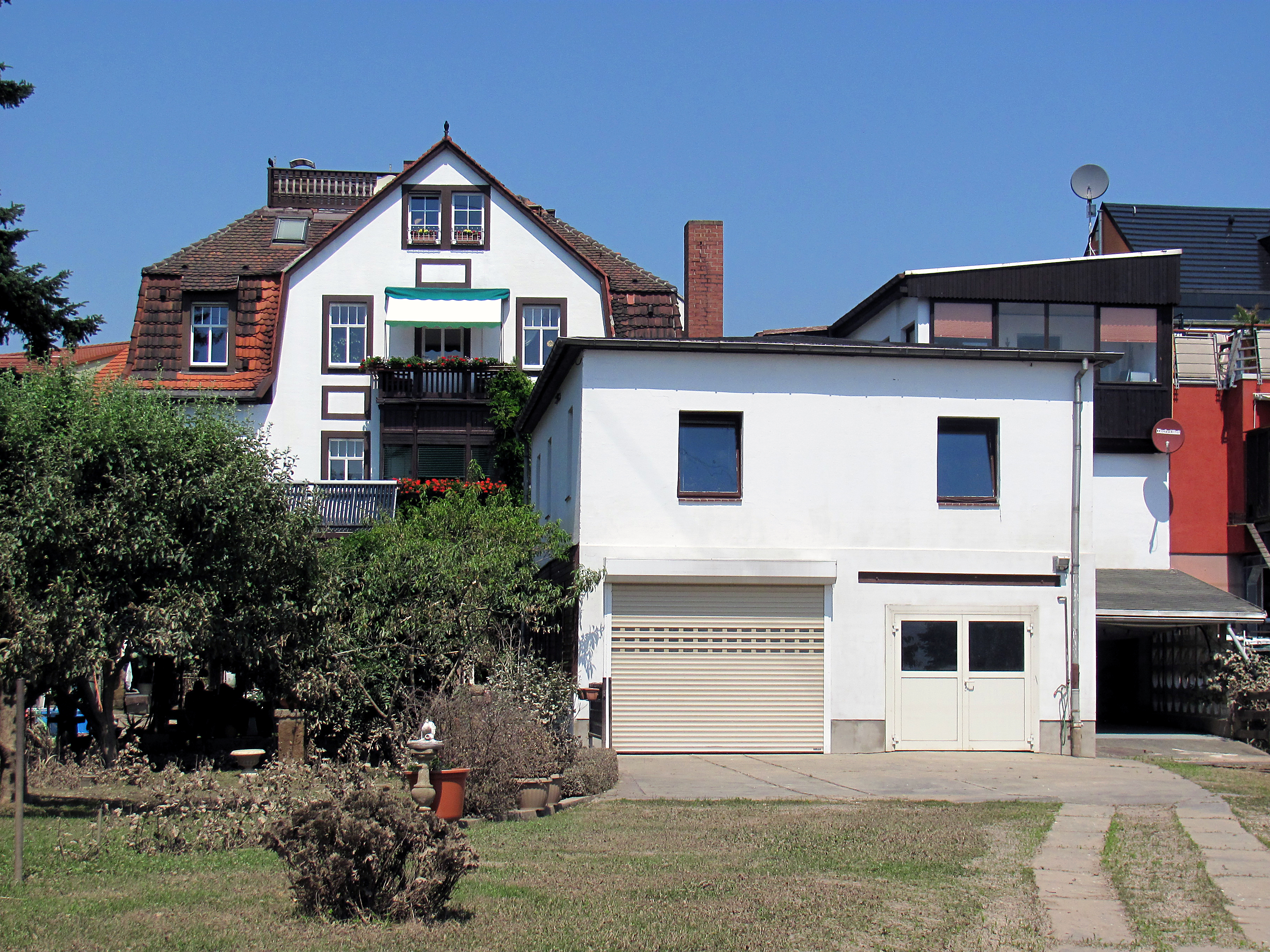
Wohnhaus Uferstraße 6 mit den Nebengebäuden (incl. 6a rechts), von der Elbe aus. An den Pflanzen unten sind noch die Auswirkungen des Elbhochwassers 2013 zu sehen.

Das Wohnhaus in der Uferstraße 6 gehört zum Stadtteil Kötzschenbroda der sächsischen Stadt Radebeul. Die im 19. Jahrhundert errichteten Bauten wurden Anfang des 20. Jahrhunderts durch die Gebrüder Große umgebaut. Ab 1886 wohnte und arbeitete dort der Zigarrenfabrikant und sozialdemokratische Politiker August Kaden.

## Beschreibung
Das unter Denkmalschutz stehende, eingeschossige Wohnhaus liegt auf der Südseite der Uferstraße, zur Elbe hin, die am anderen Ende des hängigen Grundstücks vorbeifließt. Der asymmetrische Bau hat ein abgeplattetes, ziegelgedecktes Mansarddach.
In den Schauseiten, zur Straße und zum Garten hin, stehen Risalite mit geknickten Giebeln, das Obergeschoss ausgebaut, darüber mit einem verzierten Dreiecksabschluss. Die Fassaden sind hell verputzt, während die Fenster dunkel eingefasst sind.

## Geschichte
Im Jahr 1886 ließ sich auf der Uferstraße 6 der Zigarrenfabrikant August Kaden nieder, der dort seine Zigarrenfabrikation August Kaden & Co betrieb und in den Folgejahren auch Mitglied des örtlichen Gemeinderats war. 1892 bekam Kaden einen Sohn, den späteren Politiker Felix Kaden.
Im Oktober 1904 ließ der aus Striesen zugezogene Seifenfabrikant E. Max Pietzsch an der von ihm erworbenen älteren Bausubstanz Umbauten vornehmen, die durch die ortsansässige Bauunternehmung der Gebrüder Große durchgeführt wurde. Im März 1912 folgte ein Bauantrag zur „Gewinnung besserer Schauseiten“. Die durch Alfred Große verantwortete Umsetzung veränderte hauptsächlich das Dach.

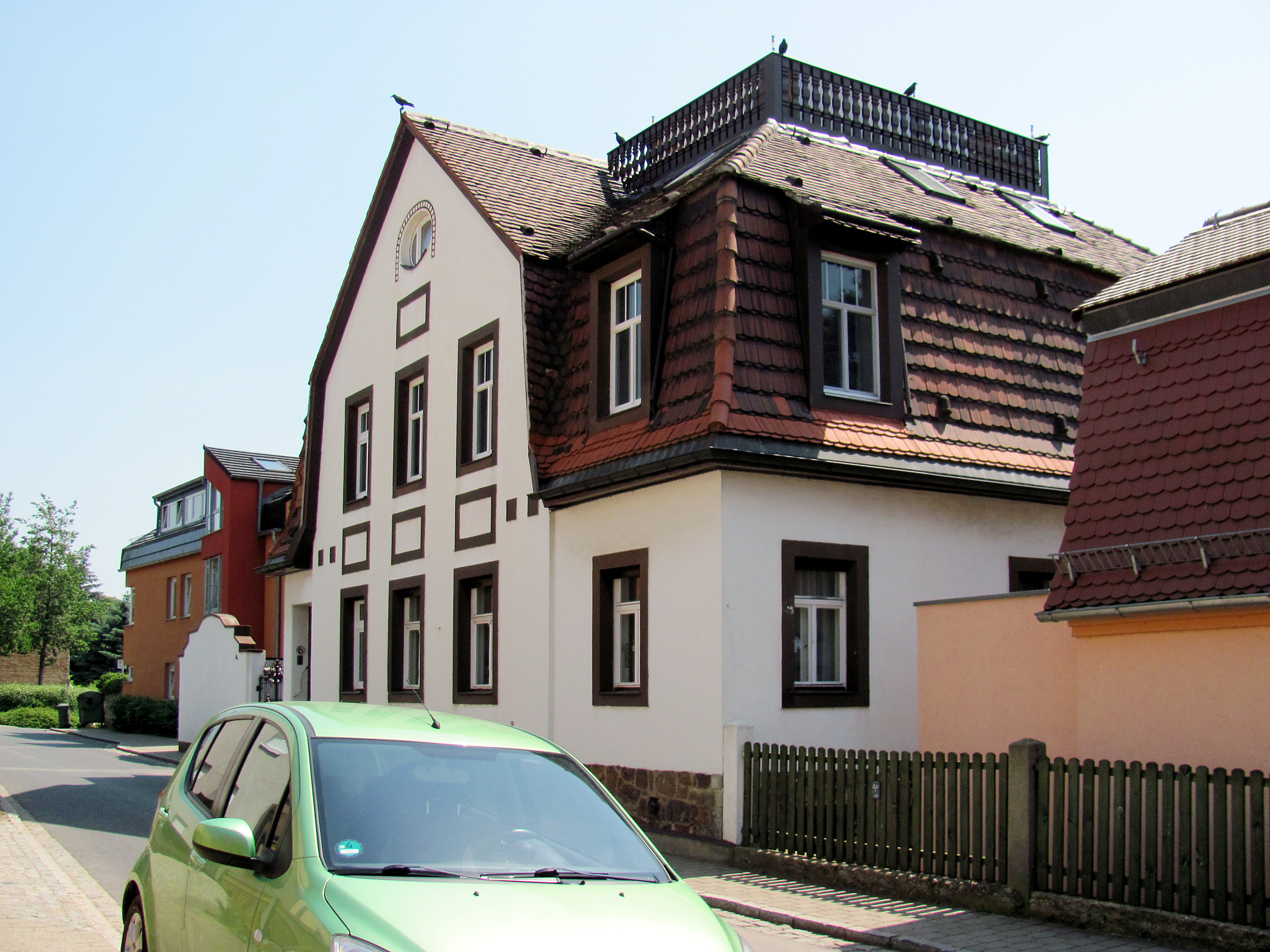
Wohnhaus Uferstraße 6
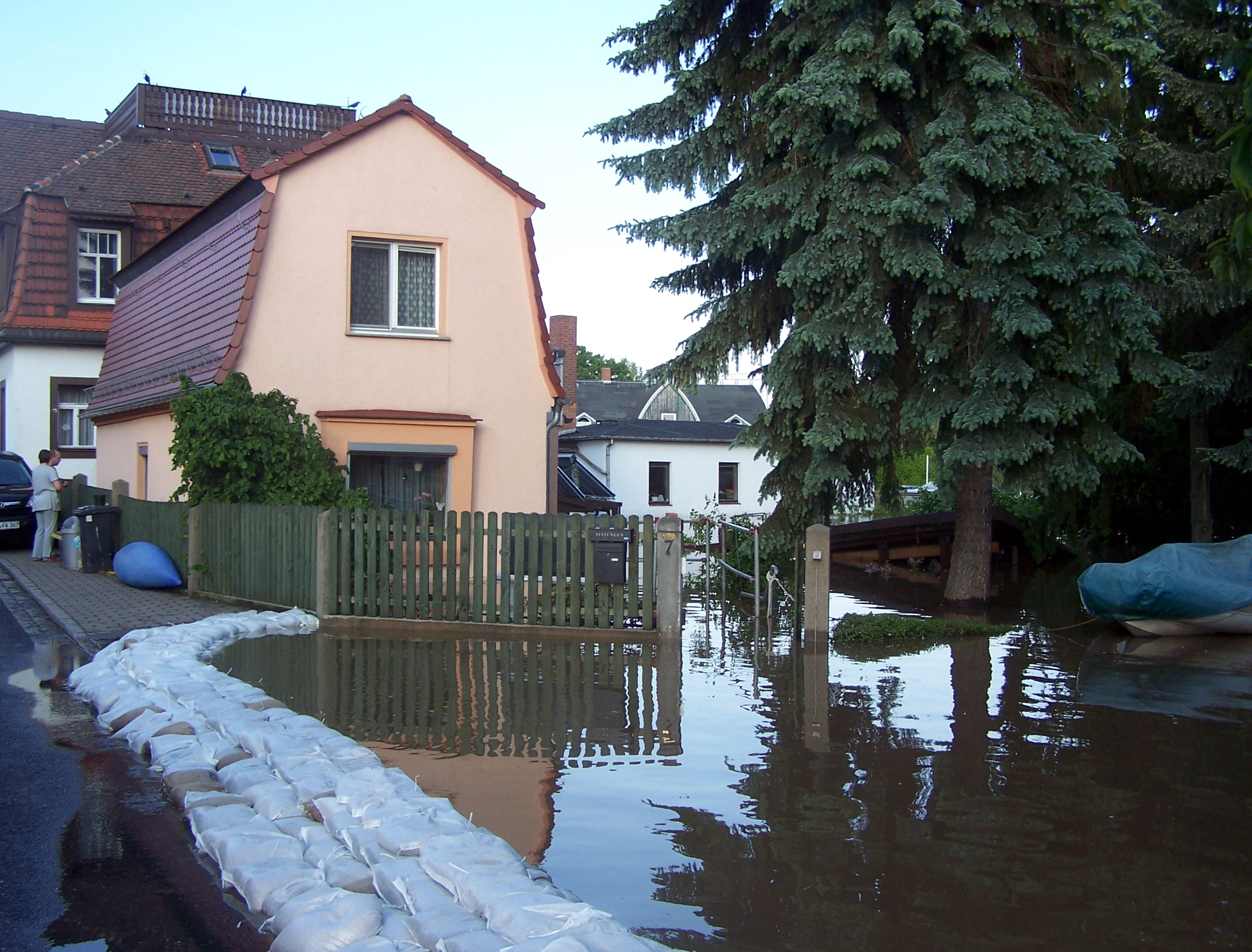
Uferstraße 6 (hi.) und 7: Hochwasser 2013